# (1098) Hakone
(1098) Hakone est un astéroïde de la ceinture principale découvert le 5 septembre 1928 par l'astronome japonais Okuro Oikawa. Sa désignation provisoire était 1928 RJ. Il tire son nom d'Hakone, un petit village de la préfecture de Kanagawa, elle-même située dans le district d'Ashigarashimo. 